# Balassagyarmat
Balassagyarmat je mesto na Madžarskem, ki upravno spada v podregijo Balassagyarmati Županije Nógrád.